# Saint-Jean-des-Mauvrets
Saint-Jean-des-Mauvrets é uma ex-comuna francesa na região administrativa da Pays de la Loire, no departamento de Maine-et-Loire. Estendeu-se por uma área de 12,76 km², com 1 747 habitantes, segundo os censos de 2 005, com uma densidade de 113 hab/km².
Em 15 de dezembro de 2016 foi fundida com a comuna de Juigné-sur-Loire para a criação da nova comuna de Les Garennes sur Loire.